# زیبا (میشیگان)
زیبا (به انگلیسی: Zeba) یک منطقهٔ مسکونی در ایالات متحده آمریکا است که در میشیگان واقع شده‌است. زیبا ۴۸۰ نفر جمعیت دارد.